# Schlegeliaceae
Schlegeliaceae je malá čeleď vyšších dvouděložných rostlin z řádu hluchavkotvaré (Lamiales). Zahrnuje 28 druhů ve 4 rodech a je rozšířena v tropické Americe. Zástupci této čeledi jsou dřeviny se vstřícnými listy, často rostoucí jako epifyty. Čeleď byla ustavena v roce 1996 a zahrnuje zástupce řazené v minulosti do čeledí sporýšovité a trubačovité.

## Popis
Schlegeliaceae jsou keře, stromy a dřevnaté liány s jednoduchými vstřícnými listy. Nezřídka rostou jako epifyty. Listy jsou často tuhé, kožovité a kůra světlá. Květenství jsou úžlabní vrcholíky, laty nebo svazečky. Květy jsou pravidelné až souměrné. Kalich je zvonkovitý, pěticípý, uťatý nebo nepravidelně 3 až 4laločný. Koruna je trubkovitá, s pěticípým ústím. Tyčinky jsou 4. Semeník je svrchní, srostlý ze 2 plodolistů. Plody jsou dužnaté, bobulovité.

## Rozšíření
Čeleď zahrnuje 28 druhů ve 4 rodech, z nichž 2 jsou monotypické. Největší rody jsou Schlegelia (15 druhů) a Gibsoniothamnus (11 druhů). Čeleď se vyskytuje v tropické Americe od Mexika po Kolumbii a Ekvádor a na Kubě.

## Ekologické interakce
Rod Gibsoniothamnus je opylován ptáky (kolibříky) a ptáci také šíří semena.

## Taxonomie
Druhy rodu Gibsoniothamnus byly zprvu řazeny do rodu Clerodendron v čeledi sporýšovité (Verbenaceae). V roce 1970 bylo zjištěno, že jsou příbuzné s rodem Schlegelia a byly přeřazeny do nového rodu Gibsoniothamnus. Rod Schlegelia byl považován za jakýsi přechod mezi čeleděmi trubačovité (Bignoniaceae) a krtičníkovité (Scrophulariaceae) a byl řazen většinou do čeledi trubačovité.

## Přehled rodů
Exarata, Gibsoniothamnus, Schlegelia, Synapsis